# Campionati italiani di ciclismo su strada 2022 - Cronometro maschile Under-23
La cronometro maschile Under-23 dei Campionati italiani di ciclismo su strada 2022 si è svolta il 22 giugno 2022 su un percorso di 35,6 km con partenza e arrivo a San Giovanni al Natisone, in provincia di Udine. La vittoria fu appannaggio di Davide Piganzoli, che completò il percorso in 44'04" alla media di 48,5 km/h, precedendo Matteo Montefiori e Bryan Olivo.
Sul traguardo di San Giovanni al Natisone 13 ciclisti, sui 14 iscritti e partiti dalla medesima località, portarono a termine la competizione. L'unico ciclista a non portare a termine la prova fu Lorenzo Milesi, del Development Team DSM, caduto dopo 400 metri dalla partenza e costretto al ritiro.

## Ordine d'arrivo (top 10)
| Pos. | Corridore         | Squadra             | Tempo     |
| ---- | ----------------- | ------------------- | --------- |
| 1    | Davide Piganzoli  | Eolo-Kometa U23     | 44'03"95  |
| 2    | Matteo Montefiori | #InEmiliaRomagna    | a 05"79   |
| 3    | Bryan Olivo       | Cycling Team Friuli | a 21"93   |
| 4    | Manlio Moro       | Zalf Euromobil Fior | a 57"78   |
| 5    | Christian Bagatin | Carnovali-Rime      | a 1'21"60 |
| 6    | Simone Lucca      | Sissio Team         | a 1'37"20 |
| 7    | Marco Trevisol    | Solme-Olmo          | a 2'28"08 |
| 8    | Luca Collinelli   | #InEmiliaRomagna    | a 2'37"10 |
| 9    | Diego Barriviera  | Gaiaplast Bibanese  | a 3'00"96 |
| 10   | Matteo Marin      | Pedale Scaligero    | a 3'30"81 |